# Anna Dušková
Anna Dušková (* 30. prosince 1999 Nymburk) je bývalá česká krasobruslařka soutěžící v kategorii sportovních dvojic, juniorská mistryně světa z Debrecínského šampionátu 2016 a stříbrná medialistka ze Zimní olympiády mládeže 2016 v páru s Martinem Bidařem. Po jeho boku závodila do roku 2018 a následně se jejím partnerem na ledě stal Radek Jakubka.

## Sportovní kariéra
Na Zimních olympijských hrách mládeže 2016 v Lillehammeru získala s Martinem Bidařem stříbrnou medaili a na Mistrovství světa juniorů 2016 v maďarském Debrecínu dvojice vybojovala zlato osobním rekordem 181,82 bodu.
V ženské individuální kategorii skončila třetí na dortmundské soutěži NRW Trophy 2015.
V říjnu 2017 si poranila koleno pádem na led. Dokázala se však připravit na únorové Zimní olympijské hry 2018 v Pchjongčchangu, kde se stala členkou české výpravy. S Bidařem obsadili v soutěži dvojic 14. místo a na březnovém Mistrovství světa 2018 v Miláně pak vybojovali jedenáctou příčku. Na konci dubna 2018 společně oznámili ukončení spolupráce, neboť Bidař hodlal v novém olympijském cyklu trénovat více v zahraničí, zatímco Dušková s ohledem na studium zůstala v Praze. V roce 2019 se stal jejím partnerem Radek Jakubka, s nímž ovšem již neodjela žádný profesionální závod.
Během června 2020, kdy jí bylo dvacet let, oznámila ukončení profesionální kariéry pro dlouhodobá zranění, zejména třikrát operované pravé koleno. Posledním závodem se stala jízda na Zimních olympijských hrách 2018. Rozhodla se tak zaměřit na studium všeobecného lékařství na 1. lékařské fakultě Univerzity Karlovy, na níž nastoupila v akademickém roce 2019/2020.

## Galerie

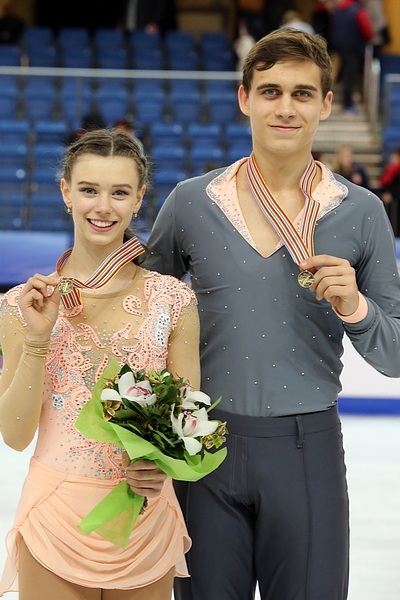
S Martinem Bidařem jako juniorští mistři světa 2016
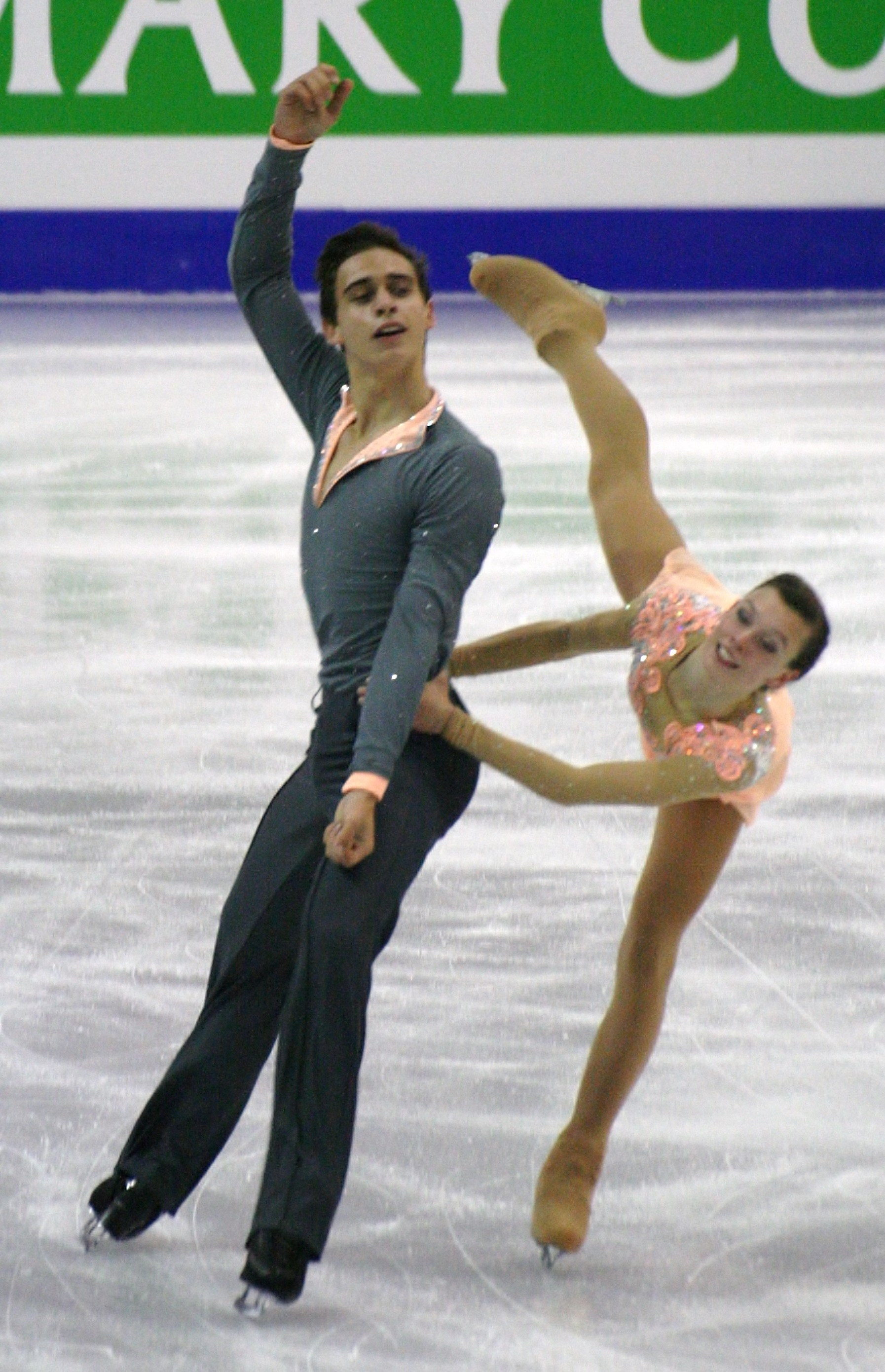
S Bidařem na juniorském Finále Grand Prix 2015